# Mertasaari (ö i Södra Karelen, Imatra, lat 61,57, long 29,40)
Mertasaari är en ö i Finland. Den ligger i sjön Simpelejärvi och i kommunen Parikkala i den ekonomiska regionen  Imatra ekonomiska region  och landskapet Södra Karelen, i den sydöstra delen av landet, 280 km nordost om huvudstaden Helsingfors. Öns area är 4,2 hektar och dess största längd är 310 meter i nord-sydlig riktning.